# Nenjiang, Heihe
Nenjiang, tidigare känt som Mergen eller Nunkiang, är ett härad i Heilongjiang-provinsen i nordöstra Kina. Det ligger omkring 400 kilometer norr om provinshuvudstaden Harbin. Huvudort är köpingen Nenjiang.
Orten hette ursprungligen Mergen hoton på manchuiska och var en garnisonsstad för de Åtta fänikorna i Manchuriet. Mellan 1690-99 var Mergen residensstad för militärguvernören över Heilongjiang-provinsen.